# WOW Pihenőpark
A WOW Pihenőpark, más néven Tündérkert Miskolcon a Diósgyőri vár mellett található. 
2020 áprilisában nyitotta meg a kapuit, azóta ingyenesen látogatható.
Az Év Turisztikai Attrakciója díj szakmai kategóriájában 2020-ban a harmadik helyezett lett.

## Története
Korábban a Diósgyőri vár lábánál egy tó volt (az 1998 és 2009 között forgalomban lévő papír kétszáz forintos bankjegy hátoldala őrzi az emlékét, itt még látható ez a kis halastó), mely össze volt kötve a vár árokrendszerével és a ma szikvízüzemként működő malommal.
Az ötvenes, hatvanas években a tavat feltöltötték, az alatta lévő forrásokat bekötötték Miskolc ivóvízrendszerébe, a lápos, gazos, elhanyagolt terület egy idő után illegális szemétlerakó hely lett. 
Egy dunántúli születésű, több mint húsz éve a környéken élő helyi vállalkozó (aki nevét nem akarja nyilvánosságra hozni) arra sétáltatva a kutyáját, elgondolkozott a lehetőségeken, majd néhány barátjával elkezdtek dolgozni egy romantikus park megvalósításán. 
Hatvan konténer szemetet szállítottak el a területről, sok veszélyes hulladékot, autógumikat, építési törmeléket, palát, azbesztet stb. A területen lévő vizet a környék patakjaiba terelték. A vízügyi és főépítészi egyeztetéskor kiderült, hogy amit gátnak hittek, az egy régi földvár rész, mely a Szinva patakot visszatartja és a forrásokkal együtt növeli tóvá a környék vizeit, így ehhez nem lehetett nyúlni. 
A területről egyetlen fát sem vágtak ki, minden beültetést és átalakítást maximálisan a környezeti harmóniára törekedve hoztak létre.

## Jelene
A parkot egy sással, náddal benőtt kis patak szeli át, melyben kacsák is szoktak lenni, bár részükre egy elkerített tó ad nagyobb biztonságot, ahol etetik is őket.
Mivel egyetlen fát sem vágtak ki a park kialakítása során, így gyümölcsfák is találhatóak a többi fa, virág és növény között. 
A parkot számos dekorelem díszíti, hatalmas gömblámpások, faragott angyal az egyik padon, régi autók (a bejáratnál például egy régi Chevrolet Corvette áll).
A park legnagyobb látványossága a velencei lovas körhinta, színes festményekkel, díszítésekkel. A régi időket idéző külső a legmodernebb technológiával van felszerelve, minden szigorú hatósági és balesetvédelmi előírásnak megfelel, így bárki ki is próbálhatja.
Sötétedés után a körhintát ki is világítják.
Télre letakarják, de tavasztól késő őszig bármikor megnézhető.
A sárga köves út két oldalán Óz, a csodák csodája mesekarakterei láthatóak, Dorothy, a Madárijesztő,  az Oroszlán, Totó kutya és a Bádogember, melyek Demeter József államilag többszörösen kitüntetett erdélyi fafaragómester alkotásai.
A parkban fehér pergolasorral körülvett kertmozi és szabadtéri színpad is működik, kedvező időjárás esetén esténként ingyenes filmvetítéseket is láthatnak az érdeklődők. A filmek nagyon sokfélék, így mindenki talál az ízlésének megfelelőket. Még régi fekete-fehér klasszikus filmek vetítésére is sor kerül néha.
Tartanak itt még élőzenés koncerteket, előadásokat, rendezvényeket is.
A lombterasz mellett tetőtéri kávézó, kicsit távolabb étterem és kézműves fagylaltozó is üzemel. A hideg hónapokban forrócsoki és forralt bor is kapható.
2021 szeptemberétől felújítás miatt bizonytalan ideig zárva tart.

## Képgaléria
|  |  |  |  |  |

|  |  |  |  |